# کهوته
کهوته (به انگلیسی: Kahuta) یک منطقهٔ مسکونی در پاکستان است که در ناحیه راولپندی واقع شده‌است.